# 张沅 (生物学家)
张沅（1943年—），汉族，中华人民共和国政治人物、第十一届全国政协委员。

## 生平
加入中国农工民主党，担任农工党北京市委原副主委、中国农业大学动物科技学院教授。2008年，当选第十一届全国政协委员，代表中国农工民主党，分入第十组。并担任提案委员会专委。